# Лапоминка
Лапоминка — деревня в Приморском районе Архангельской области. Входит в состав сельского поселения МО «Талажское».
В XVIII—XIX веках в Лапоминской гавани находилась зимняя стоянка купеческих и военных судов. В Лапоминской гавани проводили срочные работы на кораблях, вернувшихся с моря. При подготовке к военным действиям 1854—1855 годов в Лапоминской гавани была оборудована береговая артиллерийская батарея, в которой было восемь 36- и 18-фунтовых пушек.

## География
Лапоминка расположена в 27 км от центра Архангельска на Зимнем берегу Белого моря на правом берегу протоки Подборка к западу от устья реки Лапы (Лапоминской). К причалу, сооружённому против селения, могут подходить катера с осадкой до 1,2 м.

## Население
| 2002 | 2010 | 2012 |
| ---- | ---- | ---- |
| 22   | ↘20  | ↗41  |

Численность населения деревни по местным данным 43 чел., 17 пенсионеров (2009), по переписи 2010 года — 20 человек.

### Карты
- Лапоминка на карте Wikimapia